# Peperomia pubilimba
Peperomia pubilimba är en pepparväxtart som beskrevs av C. Dc.. Peperomia pubilimba ingår i släktet peperomior, och familjen pepparväxter. Inga underarter finns listade i Catalogue of Life.